# Merhar
Merhar je priimek v Sloveniji, ki ga je po podatkih Statističnega urada Republike Slovenije na dan 1. januarja  2011 uporabljalo 305 oseb.

## Znani nosilci priimka
- Alojzij Merhar (ps. Silvin Sardenko) (1876—1942), duhovnik, katehet, književnik in urednik
- Boris Merhar (1907—1989), akademik, literarni zgodovinar
- Dušan Merhar, triatlonec (=? poštar Joško v oddaji Piramida)?
- Ida Merhar (1949—2013), bibliotekarka, direktorica Valvasorjeve knjižnice Krško
- Ignacij Merhar (1856—1944), organizator slovenskega gasilstva
- Ivan Merhar (1874—1915), jezikoslovec, kritik in publicist
- Margareta Ana Hirschbäck Merhar (*1946), arheologinja &bilbliotekarka
- Miran Merhar, lesar, doc. BF
- Teja Merhar, umetnostna zgodovinarka, dokumentalistka
- Viljem Merhar (*1934), politični ekonomist, univ. profesor